# Tafios
Los tafios eran una tribu que en la Antigüedad habitaba en un grupo de islas del área del mar Jónico, entre las que destacaba la isla de Tafos. 
El rey Anfitrión de Micenas realizó una expedición contra los tafios. En este evento de la mitología griega, Pterelao era el caudillo de los tafios, y mantuvo su territorio inexpugnable hasta que su hija Cometo, que se había enamorado de Anfitrión, cortó a su padre los cabellos, lo que le produjo la muerte. Posteriormente entregó el mando de parte de los territorios de los tafios a Céfalo, que le dio su nombre. Debido a este evento, había una hipótesis, defendida por Demetrio de Escepsis de que Cefalonia debía identificarse con Tafos.
Por otra parte, en la Odisea de Homero se nombra a los tafios sin mención expresa de su insularidad, y se dice que se dedicaban a la piratería, que los acaudillaba Mentes, y que en una ocasión los piratas tafios atacaron a los tesprotos, cuando estos eran aliados de los itacenses.
Estrabón menciona expresamente que entre las islas donde habitaban los tafios estaba la isla de Tafos, que en su época se llamaba Tafiunte, y señala que anteriormente habían sido habitadas por los teléboas. Ubica estas islas cerca de las Equínadas, enfrente de Acarnania. Plinio el Viejo señala que las islas teleboides o tafias estaban frente a Léucade. Eurípides, sin embargo, cuando describe las naves que se dirigían a Troya desde el puerto de Áulide menciona a Meges como el caudillo de las naves tafias e identificaba sus islas con las Equínadas.